# Абряров, Шамиль Мухтасибович
Шамиль Мухтасибович Абряров (род. 9 января 1960, Москва) — российский писатель, поэт, бард, публицист, переводчик.

## Биография
Родился в Москве 9 января 1960 года.
В 1983 году окончил МИЭМ. Окончил вечернюю музыкальную школу по классу фортепиано.
Работал начальником отдела вёрстки журнала PC Magazine/RE.
В начале «перестройки и гласности» с группой друзей принимал участие в издании одного из первых самиздатовских журналов «Параграф», серии рукописных журналов.
Предположительно в 1986 году сделал демозапись своих песен для телевидения, распространившуюся в среде меломанов как ранее неиздававшийся альбом группы «Аквариум» «Пирог со свечами». Переиздан на компакт-диске.
В 1989 году на фирме «Мелодия» вышел сольный альбом «Уходящим за живой водой», сопроводительный текст Льва Аннинского.
В 1994 году издал книгу стихов и песен «На просвет», предисловие Льва Аннинского.
В 2000 году издал альбом «Медленный день», запись сделана с концертного выступления в московском клубе «Форпост».
Публикации в журнале «Огонёк», газетах «Московский комсомолец», «Комсомольская правда».
С 2004 года — член Союза писателей России.
Работает в собственной домашней студии.